# Барон Крофтон

Герб баронетів Крофтон.

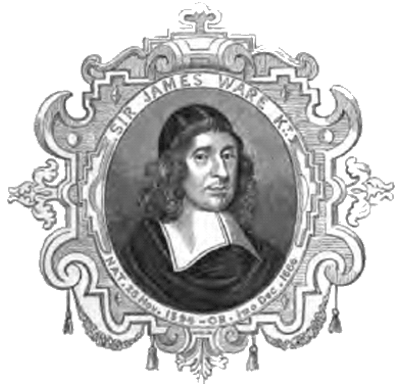
Сер Джеймс Вер, видатний історик і батько першої дружини сера Едварда Крофтона – І баронета Крофтон Мері.

Барон Крофтон (анг. — Baron Crofton) — аристократичний титул в перстві Ірландії. 

## Історія баронів Крофтон
Титул барон Крофтон був створений в перстві Ірландії в 1787 році для леді Енн Крофтон, що стала І баронесою Крофтон. Вона була вдовою сера Едварда Крофтона — ІІ баронета Крофтон з Мот. Він був депутатом парламенту Ірландії і представляв в палаті громад графство Роскоммон. Він помер коли йому мали дарувати титул пера, тому титул був дарований його вдові. Титул успадкував її онук, що став ІІ бароном Крофтон та IV баронетом Крофтон. Він був депутатом палати лордів парламенту Об’єднаного Королівства Великобританії та Ірландії в 1840 – 1869 роках, належав до партії консерваторів, служив в трьох урядах під керівництвом графа Дербі, та в першому уряді Бенджаміна Дізраелі. Його син успадкував титул і став ІІІ бароном Крофтон. Він теж був депутатом парламенту в 1873 – 1912 роках, отримав посаду державного стюарда лорд-лейтенанта Ірландії. Його племінник успадкував титул, став IV бароном Крофтон, був депутатом парламенту, представником Ірландії в 1916 – 1942 роках. На сьогодні титулом володіє його правнук, що успадкував титул і став VIII бароном Крофтон у 2007 році. 
Титул баронета Крофтон з Мот був створений в перстві Ірландії в 1758 році для Маркуса Крофтона, що був депутатом Палати громад парламенту Ірландії. Його справжнє ім’я було Маркус Лоутер. Але він одружився з аристократкою Кетрін Крофтон — дочкою сера Едварда Крофтона – ІІІ баронета Крофтон з Мот (титул створений в 1661 році, але зник в 1780 році). Лоутер взяв прізвище дружини Крофтон. Титул успадкував його син, що став ІІ баронетом Крофтон, дружина якого отримало перство Ірландії ще в 1797 році. Після його смерті титул баронета Крофтон перейшов до його сина, що став ІІІ баронетом Крофтон, потім до його сина, що став IV баронетом Крофтон, що в 1817 році успадкував титул барона Крофтон від своєї бабусі. 
Традиційною резиденцією баронів Крофтон був Мот-Хаус, що біля Баллімурея, графство Роскоммон. 

## Баронети Крофтон з Мот (1661)
- Сер Едвард Крофтон (1624 – 1675) – I баронет Крофтон
- Сер Едвард Крофтон (бл. 1662 – 1729) – II баронет Крофтон
- Сер Едвард Крофтон (1687 – 1739) – III баронет Крофтон
- Сер Едвард Крофтон (1713 – 1745) – IV баронет Крофтон
- Сер Олівер Крофтон (1710 – 1780) – V баронет Крофтон

## Баронети Крофтон з Мот (1758)
- Сер Маркус Лоутер-Крофтон (помер у 1784 р.) – І баронет Крофтон
- Сер Едвард Крофтон (1748 – 1797) – ІІ баронет Крофтон
- Сер Едвард Крофтон (1778 – 1816) – ІІІ баронет Крофтон
- Сер Едвард Крофтон (1806 – 1869) – IV баронет Крофтон (отримав титул барона Крофтон в 1817 році)

## Барони Крофтон (1797)
- Енн Крофтон (1751 – 1817) – І баронеса Крофтон
- Едвард Крофтон (1806 – 1869) – ІІ барон Крофтон
- Едвард Генрі Черчілль Крофтон (1834 – 1912) – ІІІ барон Крофтон
- Артур Едвард Лоутер Крофтон (1866 – 1942) – IV барон Крофтон
- Едвард Блейз Крофтон (1926 – 1974) – V барон Крофтон
- Чарльз Едвард Пірс Крофтон (1949 – 1989) – VI барон Крофтон
- Гай Патрік Гілберт Крофтон (1951 – 2007) – VII барон Крофтон
- Едвард Гаррі Пірс Крофтон (1988 р. н.) – VIII барон Крофтон

Нинішній імовірний спадкоємець — брат-близнюк нинішнього власника титулу Чарльз Маркус Джордж Крофтон (1988 р. н.).